# Campionati europei di pugilato dilettanti 2002
I Campionati europei di pugilato dilettanti maschili 2002 si sono tenuti a Perm', in Russia, dal 12 al 21 luglio 2002. È stata la 34ª edizione della competizione biennale organizzata dall'EABA.

## Risultati
| Categoria                   | Oro                            | Argento                       | Bronzo                                              |
| --------------------------- | ------------------------------ | ----------------------------- | --------------------------------------------------- |
| Pesi minimosca (kg 48)      | Sergey Kazakov Russia          | Veaceslav Gojan Moldavia      | Rudolf Dydi Slovacchia Eugen Tanasie Romania        |
| Pesi mosca (kg 51)          | Georgi Balakshin Russia        | Alexander Vladimirov Bulgaria | Igor Samoilenco Moldavia Jérôme Thomas Francia      |
| Pesi gallo (kg 54)          | Khavazhi Khatsigov Bielorussia | Gennady Kovalev Russia        | Vladimir Cucereanu Romania Ali Hallab Francia       |
| Pesi piuma (kg 57)          | Raimkul Malakhbekov Russia     | Shakhin Imranov Azerbaigian   | Konstantine Kupatadze Georgia Viorel Simion Romania |
| Pesi leggeri (kg 60)        | Aleksandr Maletin Russia       | Boris Georgiev Bulgaria       | Michele di Rocco Italia Selçuk Aydın Turchia        |
| Pesi superleggeri (kg 63.5) | Dimitar Stilianov Bulgaria     | Willy Blain Francia           | Brunet Zamora Italia Dmitry Pavlichenko Russia      |
| Pesi welter (kg 67)         | Timur Gaydalov Russia          | Alexander Bokalo Ucraina      | Sebastian Zbik Germania Dorel Simion Romania        |
| Pesi superwelter (kg 71)    | Andrey Mishin Russia           | Lukas Wilaschek Germania      | Marian Simion Romania Ivan Gaivan Moldavia          |
| Pesi medi (kg 75)           | Oleg Mashkin Ucraina           | Károly Balzsay Ungheria       | Jani Rauhala Finlandia Mamadou Diambang Francia     |
| Pesi mediomassimi (kg 81)   | Mikhail Gala Russia            | John Dovi Francia             | István Szucs Ungheria Viktor Perun Ucraina          |
| Pesi massimi (kg 91)        | Evgeny Makarenko Russia        | Vyacheslav Uzelkov Ucraina    | Viktar Zueŭ Bielorussia Marat Tovmasian Armenia     |
| Pesi supermassimi (kg 91 +) | Aleksandr Povetkin Russia      | Roberto Cammarelle Italia     | Sebastian Köber Germania Artyom Tsarikov Ucraina    |

## Medagliere
| Posizione | Paese       | Oro | Argento | Bronzo | Totale |
| --------- | ----------- | --- | ------- | ------ | ------ |
| 1         | Russia      | 9   | 1       | 1      | 11     |
| 2         | Ucraina     | 1   | 2       | 2      | 5      |
| 3         | Bulgaria    | 1   | 2       | 0      | 3      |
| 4         | Bielorussia | 1   | 0       | 1      | 2      |
| 5         | Francia     | 0   | 2       | 3      | 5      |
| 6         | Germania    | 0   | 1       | 2      | 3      |
| 6         | Italia      | 0   | 1       | 2      | 3      |
| 6         | Moldavia    | 0   | 1       | 2      | 3      |
| 9         | Ungheria    | 0   | 1       | 1      | 2      |
| 10        | Azerbaigian | 0   | 1       | 0      | 1      |
| 11        | Romania     | 0   | 0       | 5      | 5      |
| 12        | Armenia     | 0   | 0       | 1      | 1      |
| 12        | Finlandia   | 0   | 0       | 1      | 1      |
| 12        | Georgia     | 0   | 0       | 1      | 1      |
| 12        | Slovacchia  | 0   | 0       | 1      | 1      |
| 12        | Turchia     | 0   | 0       | 1      | 1      |
|           | Totale      | 12  | 12      | 24     | 48     |